# دوني ماكليود
دوني ماكليود هو سياسي كندي، ولد في 10 سبتمبر 1938 في كندا، وتوفي في 22 يونيو 2015 في هاليفاكس في كندا. حزبياً، نشط في جمعية المحافظين التقدمية لنوفا سكوشا.